# 汤姆·古拉
托马斯·约瑟夫·古拉（英語：Thomas Joseph Gola，1933年1月13日—2014年1月26日），美国NBA联盟的前职业篮球运动员。

## 生平
汤姆·古拉毕业于拉萨尔大学后执教，后加入费城勇士队，并协助保罗·阿里金和尼尔·约翰斯顿获得1956年的NBA冠军。他擅长防守、传球和得分，并能够协助其他得分手进攻。在1959年，他因为膝盖受伤而短暂退休，费城勇士队因此招入全明星威尔特·张伯伦，因此帮助费城勇士进入到NBA季后赛，但却不敌波士顿凯尔特人队。1962年至1966年，汤姆·古拉转会到纽约尼克斯队。此后重返母校任教。
1968，他甚至当选宾夕法尼亚州议会众议员。